# 엔더맨
엔더맨(Enderman)은 마인크래프트에 나오는 몹이다. 평소에는 부웁거리는 소리를 내며 순간이동을 하다가 플레이어와 눈이 마주치거나 플레이어에게 공격 당하면 기괴한 소리를 내며 공격하는 마인크래프트의 중립적 몹 가운데 하나다. 물에 닿는 것을 싫어하며 물에 닿거나 비를 맞으면 피해를 입는다. 엔더맨을 쉽게 죽이기 위해 보트에 태운 후 죽이기도 한다. 이렇게 죽이면 확률적으로 엔더 진주를 드롭하는데 이를 들고 우클릭하여 던지면 이가 부딪힌 곳으로 플레이어가 순간이동된다. 또 이 엔더 진주는 마인크래프트의 보스, 엔더 드래곤이 있는 엔드라는 세계로 갈 때 필요한 엔더의 눈을 만들 때에도 필요하다.

## 생김새
검은색의 길쭉한 몸에 보라색 눈동자를 가지고 있으며 주위에 보라색 입자가 날아다닌다.

## 같이 보기
- 마인크래프트
- 크리퍼 (마인크래프트)